# Baudrier (accessoire militaire)
Pour les articles homonymes, voir Baudrier.

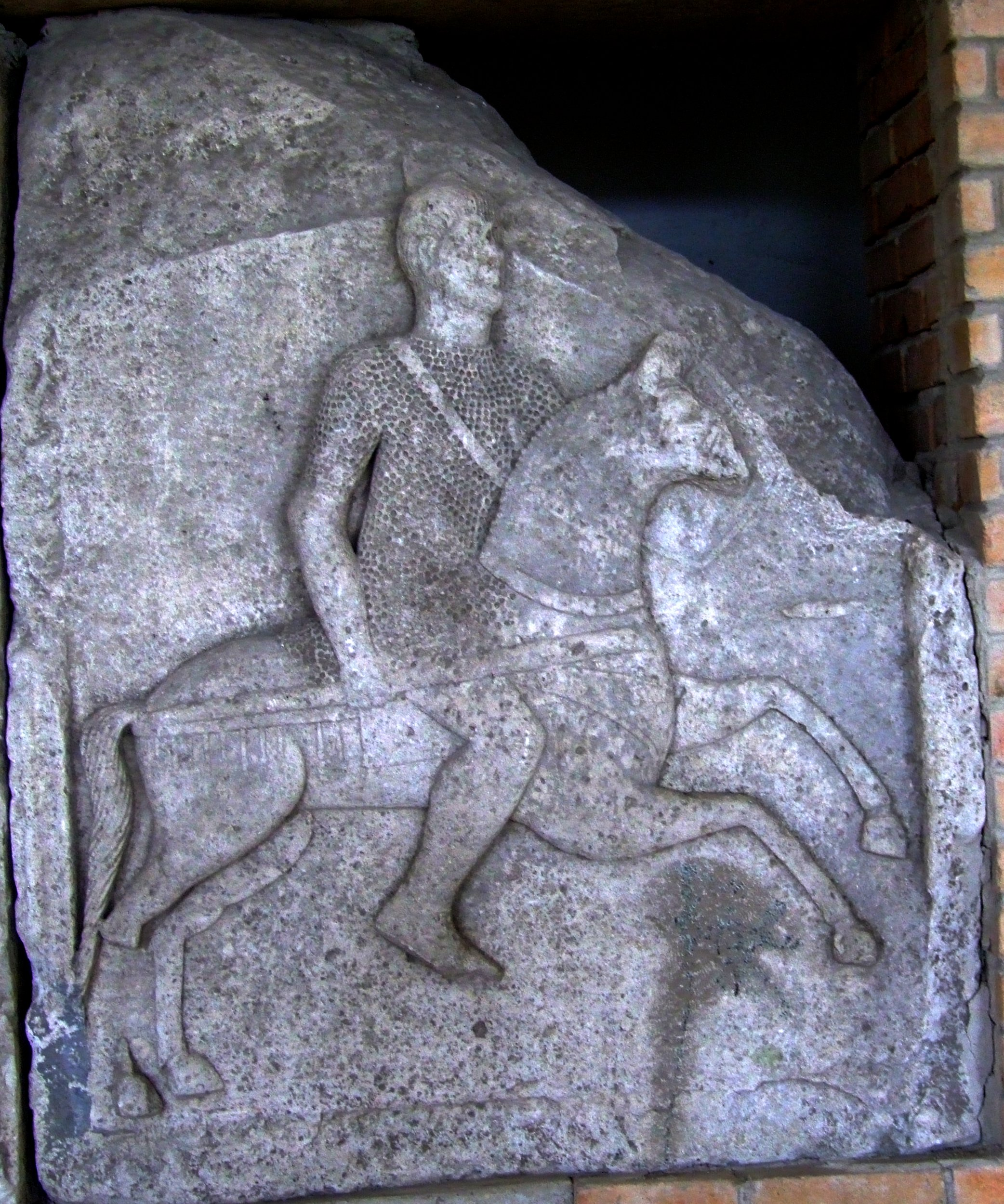
Un cavalier portant un courrier avec un baudrier passé sur l'épaule droite.

Le baudrier (latin : balteus) est une sangle (latin : cingulum) ou une ceinture (latin : cinctura) portée sur l’épaule ou enroulée au niveau du bassin sous la taille et au-dessus des hanches, comme la ceinture militaire romaine (latin : cingulum militæ sumere) et souvent ornée d'ornements, et dans lequel est généralement accrochée une arme (qui peut être une arme à lame comme par ex. une dague ou une épée ou l'étui d'une arme de poing), la hampe d'un drapeau, un petit sac (giberne) ou un instrument comme un bugle ou un tambour ,. La ceinture d'épaule et celle de hanche, peuvent ensemble former un baudrier. Le baudrier fait partie de l'armure. Il est également possible d'utiliser un baudrier pour attacher un ou plusieurs couteaux ou poignards au niveau de la poitrine. Lorsque la bandoulière est équipée de poches servant principalement à des munitions, elle est appelée ceinture à munitions.

## Histoire

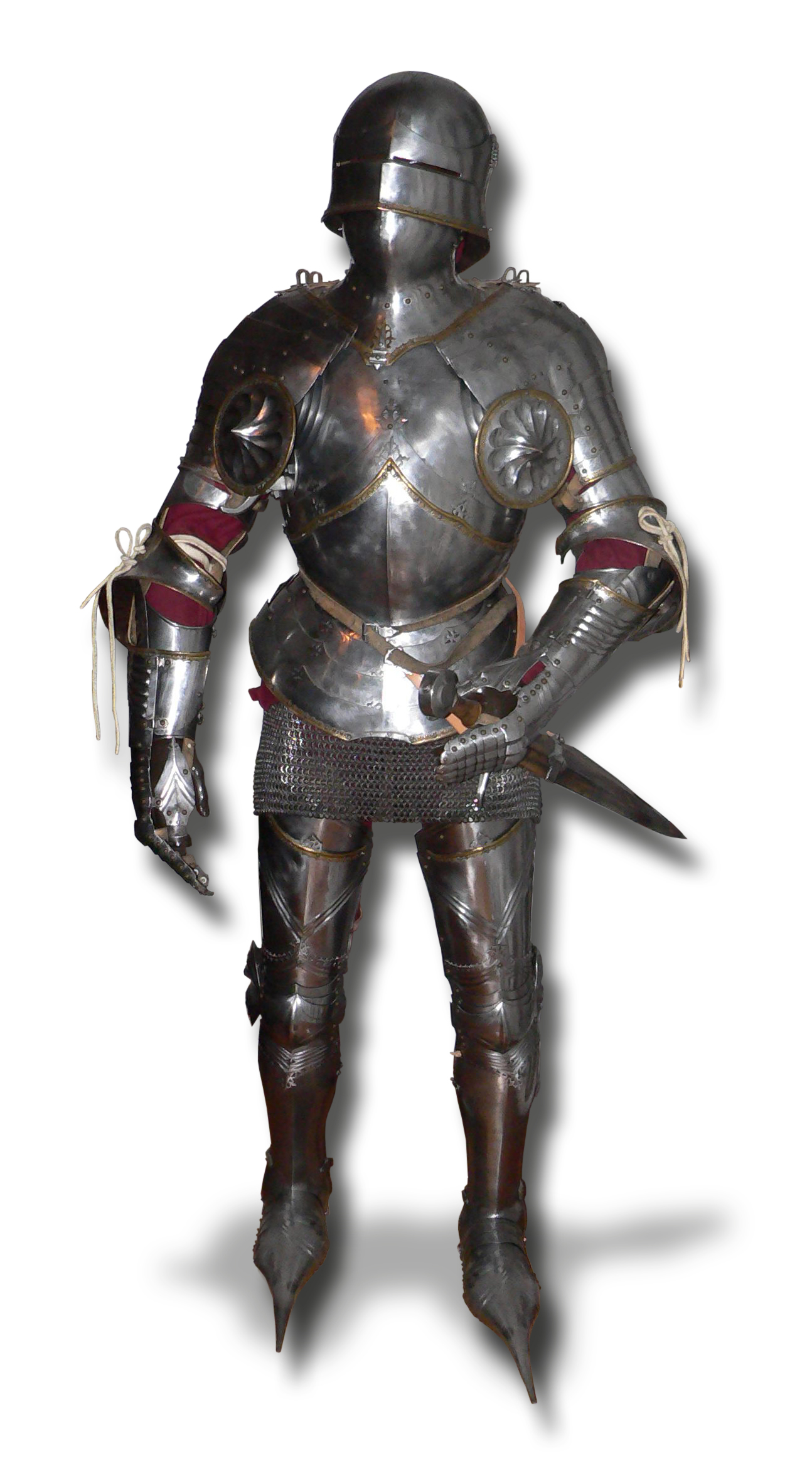
avec baudrier, vers 1490.

Les baudriers sont utilisées depuis l'Antiquité, généralement dans le cadre d'une tenue militaire.
Au cours de la Rome antique, le baudrier (latin : balteus, pluriel : baltei) était un type de ceinture couramment utilisé pour accrocher un glaive. C’était une ceinture généralement portée sur l’épaule, passant obliquement sur le côté, généralement en cuir, souvent ornée de pierres précieuses, de métaux ou des deux.
Les Romains portaient aussi une ceinture similaire, en particulier les soldats et qui se nouait autour de la taille : la ceinture militaire romaine (latin : cingulum ou cintus, pl. cinti). Le mot accintus signifiant « le fait de se ceindre ou de s'armer ».
Au Moyen Âge, le ceinturon qui attachait l’épée était une marque de chevalerie. La boucle du ceinturon est nommée le ranguillon. Depuis les Mérovingiens, on suspendait l’épée à des ceinturons richement ornés en bronze ou en fer incrusté d’argent. Ces boucles sont parfois larges et solidement fixées aux courroies par des rivets. Plus tard, les baudriers forment un angle par devant et sont retenus à la hauteur des reins par une ceinture. La ceinture serre la taille et le baudrier tombe librement. L’épée alors est suspendue en dedans du baudrier sur la cuisse gauche. De la sorte, le poids de l’arme ne fatiguait pas le cavalier parce qu’il se trouvait reporté derrière les reins.
Le port par l'épaule offre plus de soutien pour le poids qu'une ceinture classique à la taille, sans limiter le mouvement des bras, tout en permettant un accès facile à l'objet accroché. Par exemple, à la fin du XVIIIe siècle, l'uniforme Red coat (manteau rouge) de l'armée britannique comportait une paire de baudriers blancs croisés à la poitrine, une lame de baïonnette accrochée à l'un et une gourde à l'autre.

## Aujourd'hui
Aujourd'hui, le baudrier civil remplit un rôle cérémoniel ou pour certains sports comme l'escalade tandis que le baudrier militaire, devenu l’ancêtre du brêlage à ceinturon et de la bandoulière qui sert d'aide au port d'une arme à feu ou de munitions, est inclus dans des vêtements de cérémonie de nombreuses organisations non militaires ou paramilitaires :

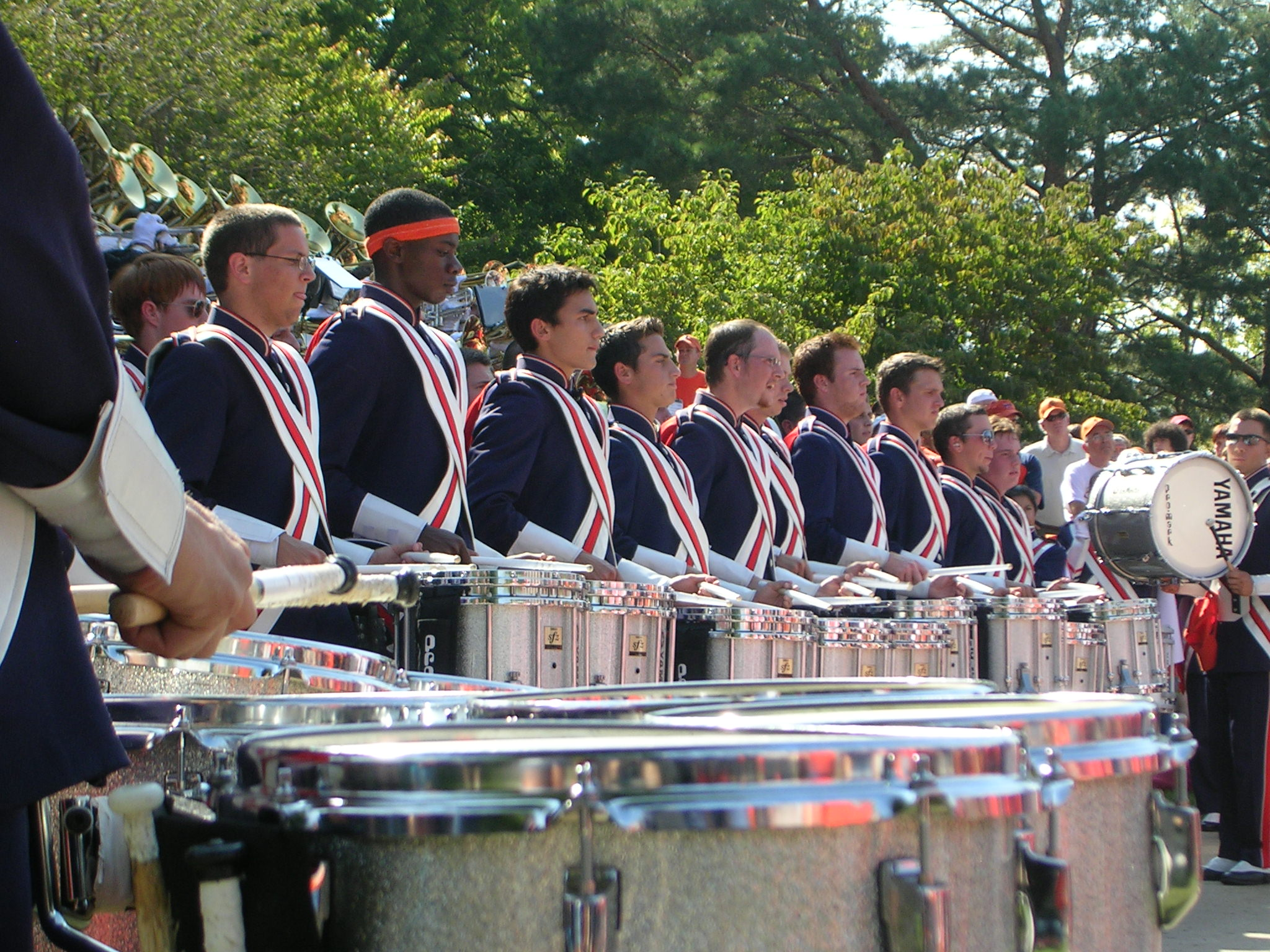
Le Marching Illini Drumline avec double baudrier (avant 2009).

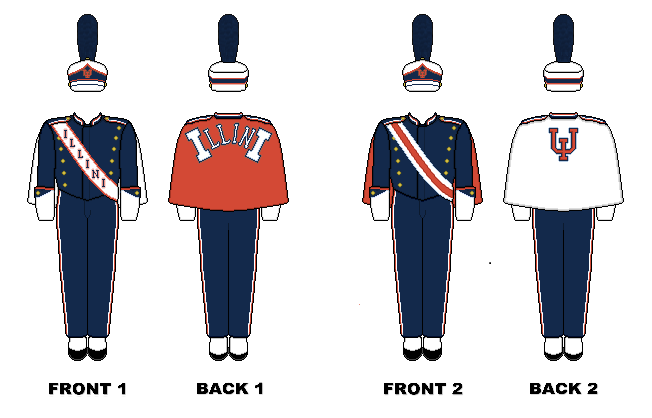
Uniforme avec simple baudrier de l'Illinois Marching.

- l'uniforme du 4th Degree Colour Corps des Chevaliers de Colomb utilise un baudrier qui maintient une épée de cérémonie[5],[6];
- le Marching Illini (en) de l'université de l'Illinois portait deux baudriers dans son uniforme jusqu'en 2009, un sur chaque épaule. Les baudriers étaient croisés devant et derrière et ont été boutonnés sur la veste, sous la cape et les épaulettes. Depuis, le Marching Illini (en) porte un des deux modèles de baudrier au choix : celui avec le logo ILLINI ou l'autre avec la ligne de couleur orange et blanc.
- une paire croisée de baudriers est souvent portée dans le cadre de l'uniforme de danse Morris; différentes couleurs de baudrier aident à distinguer les différents côtés.

Un baudrier allant de l'épaule à la hanche et parfois remontant à l'autre épaule formant un « V », est portée lors de cérémonie ou de manifestation comme :

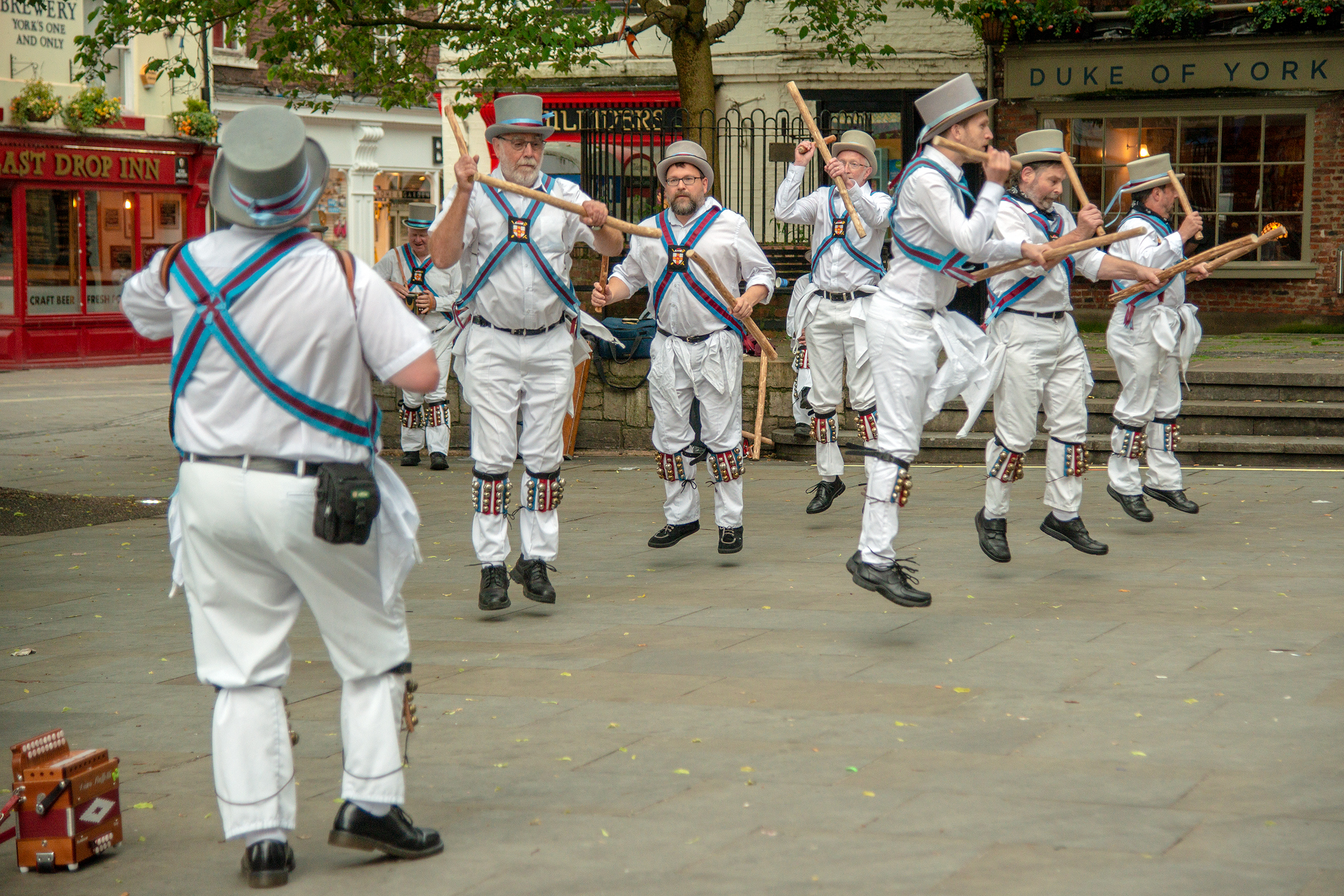
Uniforme des Morris dancers.

- le ruban aux couleurs du drapeau national posé sur l’une des épaules d'un titulaire d'une fonction élective qui est appelé écharpe;
- dans les ordres nationaux :
  - en France, la croix de vermeil de l'Ordre national de la Légion d'honneur est suspendue à un large ruban rouge qui est appelé écharpe;
  - en Irlande du Nord, la ceinture de l'Ordre d'Orange a été remplacée par un collier en « V»;
  - au Royaume-Uni, l'écharpe de l'Ordre de la Jarretière est bleue;
- les officiers militaires comme les Italiens portent des ceintures bleu clair sur l'épaule droite, tandis qu'elle est écarlate pour les Britanniques;
- le ruban des miss de beauté est appelé écharpe;
- la bande de tissu en diagonale posée sur l'épaule gauche d'un diacre est appelée étole[7];

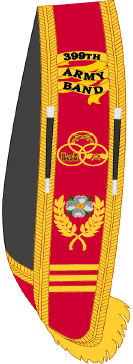
Baudrier de l'armée américaine.

## Littérature et culture
Le baudrier est aussi présent dans le canon littéraire.
Britomart, dans Faerie Queene d'Edmund Spenser, s'habille d'une armure empruntée "avec un brave baudrier garni" avant de se lancer dans sa quête (livre III, canto iii).
Benedick, de William Shakespeare dans Beaucoup de bruit pour rien, dit: "Mais je refuse de porter sur mon front une corne pour appeler les chasseurs ou accrocher mon bugle (cor de chasse) à un baudrier invisible, c'est ce que toutes les femmes me pardonneront."
Le baudrier figure en bonne place dans le chapitre 4 du livre Les Trois Mousquetaires d'Alexandre Dumas.
Le personnage des contes de Canterbury de Chaucer est décrit comme portant un "baudrier de vert éclatant".
Le baudrier de Pallas joue un rôle clé dans l'Énéide, conduisant Énée à tuer Turnus.
Boromir est décrit dans La Communauté de l'Anneau: "Sur un baudrier, il portait une grande corne avec une pointe d'argent qui était maintenant posée sur ses genoux."
Dans Sire Gauvain et le Chevalier vert, Gawain revient de sa bataille avec le chevalier vert, portant la ceinture verte "en oblique, comme un baudrier, attaché à son côté / sous son épaule gauche, lacé dans un nœud, marquant ainsi le blâme pour sa faute".
Un baudrier est également mentionné dans le poème épique d’Alfred, Lord Tennyson; La dame d'échalote ; dans la dixième strophe: « et de son blason à baudrier en bandoulière, pend un puissant bugle d'argent ».
Dans Star Trek, certains Klingons portent des baudriers, comme Kor, Koloth, Kang ou Worf, bien qu'on les appelle parfois des écharpes. Le personnage Worf le fait dans presque chacune de ses apparitions à travers deux séries et quatre films. Dans l'épisode " Conundrum " de The Next Generation, Worf croit, à cause d'une amnésie, que le baudrier indique son rang ou son autorité, alors il prend brièvement le commandement de l'Enterprise.
En anglais, Baldrick (traduction anglaise de baudrier) est un personnage de la série humoristique Blackadder de la BBC interprétée par Tony Robinson.

## Héraldique
En héraldique, le baudrier (en allemand : Wehrgehänge) désigne une série de fusée (de) ou de diamants continus placés obliquement sur la ligne de séparation d'un blason.